# 王诜

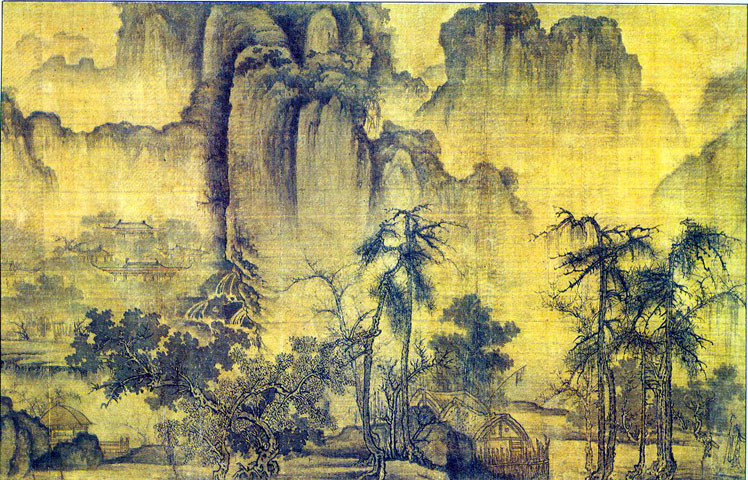
溪山秋霁图（局部）

王诜（1036年－约1093年），字晋卿，中国宋朝画家。山西太原人。
宋初開國功臣王全斌後代，居河南开封，自幼好讀書，與蘇軾、黃庭堅、米芾有往來，「十年不遊權貴門」。官至宣州观察使，娶宋英宗赵曙的女兒蜀國長公主，官左卫将军、驸马都尉。
元豐二年（1079年）因受蘇軾「烏台詩案」牽連，贬为昭化军节度行军司马，又因冷落蜀國長公主，宠爱小妾，導致公主鬱鬱而死，神宗罢朝五天。公主乳母告发王诜为人放荡，與小妾恣意淫樂，神宗大怒：“王诜内则朋淫纵欲而失行，外则狎邪罔上而不忠，由是公主愤愧成疾，终至弥笃。”，杖打八妾并把她们婚配兵卒，王诜贬官均州，元豐七年轉置潁州。
哲宗即位后被召回，又官定州团练使。與端王趙佶有往來，李公麟曾畫《西園雅集圖》留念，绘苏东坡、苏辙、米芾、黄庭坚、秦观等十六人。
王诜作品有《金碧图》、《溪山秋霁图》、《渔村小雪图》、《烟江叠嶂图》。此外他還將自己收藏的書畫作品放置在寶繪堂。

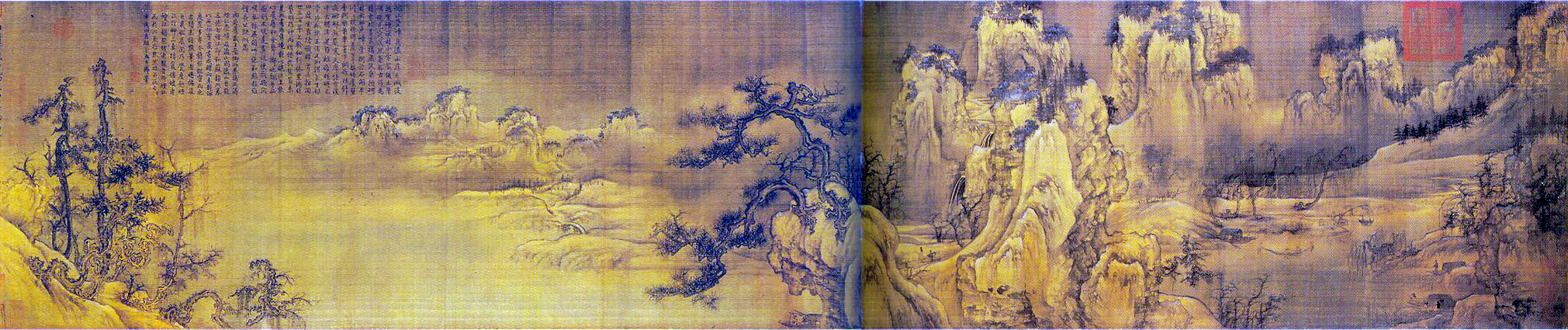
渔村小雪图